# 훔쳐보기
《훔쳐보기》(L'Uomo Che Guarda, The Voyeur)는 이탈리아에서 제작된 틴토 브라스 감독의 1994년 영화이다. 안토니오 살리네스가 출연하였고 마르코 발사니아 등이 제작에 참여하였다.

## 출연
- 안토니오 살리네스
- 틴토 브라스 (uncredited)